# Higuera de Vargas
Higuera de Vargas ist eine spanische Gemeinde (municipio) in der Provinz Badajoz in der Autonomen Gemeinschaft Extremadura. Die Gemeinde zählte auf einer Fläche von 67,6 Quadratkilometern 1.856 Einwohner (Stand: 2024).

## Lage
Die Gemeinde liegt in etwa 342 Meter Höhe über dem Meeresspiegel sowie rund 57 Kilometer südlich der Provinzhauptstadt Badajoz und 11 Kilometer nordöstlich von Alconchel im Südwesten der Provinz Badajoz. Nördlich des Ortskerns fließt der Río Alcarrache, der nach Überquerung der Grenze zu Portugal in den Guadiana mündet.

## Sehenswürdigkeiten
- Castillo del Coso aus dem 14. Jahrhundert, eine ehemalige Templerburg
- Pfarrkirche La Purísima Concepción im gotischen Stil